# Aza-Wittig-Reaktion
Die aza-Wittig-Reaktion ist eine Namensreaktion in der eine Carbonylgruppe mit einem Phosphor-Stickstoff-Ylid bzw. einem Iminophosphoran reagiert. Meistens wird sie genutzt um Aldehyde oder Ketone zu den entsprechenden Iminen umzusetzen. Die Reaktion kann auch intramolekular stattfinden, was meist zur Synthese von N-Heterocyclen genutzt wird.

## Reaktionsmechanismus
Der Mechanismus der aza-Wittig-Reaktion ist analog der Wittig-Reaktion, wobei das Wittig-Reagenz durch ein Iminophosphoran ausgetauscht ist.

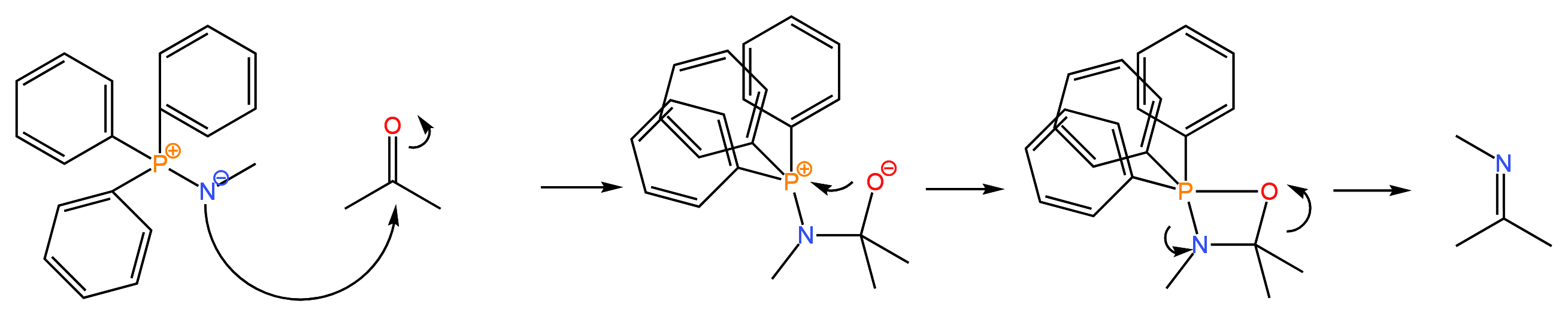
Mechanismus der aza-Wittig-Reaktion

In manchen Fällen wird dabei das Iminophosphoran in situ aus einem Azid und dem Phosphin erzeugt (Staudinger-Reaktion). In diesem Fall spricht man von einer Staudinger-aza-Wittig-Reaktion. Die Komponenten sind dann ein Phosphin, ein Carbonyl und ein Azid.

## Anwendungsbereich und Beschränkungen
Außer der Umsetzung von Aldehyden und Ketonen zu Iminen kann durch aza-Wittig-Reaktion auch Kohlenstoffdioxid zu Isocyanaten, Schwefelkohlenstoff zu organischen Thiocyanaten und Isocyanate zu Carbodiimiden umgesetzt werden. Weiterhin existieren Festphasenmodifikationen der Reaktion. Ähnlich wie die Wittig-Reaktion selbst besteht eine generelle Schwierigkeit mit der Abtrennung der Phosphinoxid-Nebenprodukte. Durch katalytische Reaktionsführung kann dies umgangen werden, wobei bei diesen Modifikationen manchmal statt Phosphor auch die schwereren Elemente der Pnikogengruppe eingesetzt werden; z. B. Arsen, oder auch Tellur.

## Beispiele
Ein Beispiel der Anwendung der aza-Wittig-Reaktion war die Synthese von (−)-Benzomalvin A. Zwei intramolekulare aza-Wittig-Reaktionen wurden in diesem Beispiel angewendet, um den Siebenring und den Sechsring zu konstruieren.

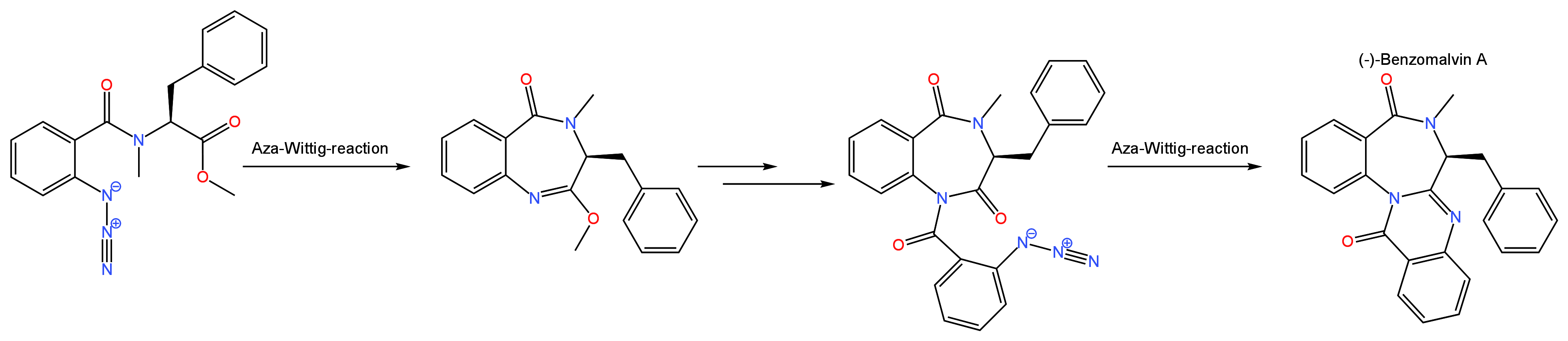
Synthese von (−)-Benzomalvin A durch mehrfache aza-Wittig-Reaktionen